# 星条旗よ永遠なれ
『星条旗よ永遠なれ』（せいじょうきよえいえんなれ、英語: Stars and Stripes Forever）は、元アメリカ海兵隊音楽隊隊長のジョン・フィリップ・スーザが作曲した行進曲。スーザの楽曲のうち、最もよく知られているものの一つである。アメリカ人の愛国心の象徴ともいえる行進曲で、1987年12月にはアメリカ合衆国の「国の公式行進曲」（National March）に制定された。

## 作曲の経緯
1896年のクリスマスに作曲された。スーザが妻とヨーロッパを旅行中に当時「スーザ吹奏楽団」（スーザ・バンド）のマネージャーであったデイヴィッド・ブレークリーが死去したとの連絡を受け、アメリカに帰国することになった。
スーザはアメリカへ帰る途中の船上でこの曲を頭の中で作曲し、到着するとすぐに楽譜にしたと自伝『マーチング・アロング』（1928年）の中で語っている。スーザは以降亡くなるまでほとんど全てのコンサートでこの曲を指揮したが、商業用録音は唯一1909年のものしか無い。
なお、1929年11月10日にラジオ放送用として収録された音源も存在する。

## 曲の構成
『星条旗よ永遠なれ』は行進曲の楽式で構成されている（IAABBCDCDC、ABCDは旋律を示し、AとBは主部(変ホ長調)、CとDは中間部（Trio、変イ長調-ヘ短調）、Iは序奏を示す）。中間部の後、主部に戻らないという特徴を持つ。拍子は2分の2拍子（アラ・ブレーヴェ）である。序奏（I）は非常にシンプルであるがすぐに聴衆を引きつけ、第一旋律（A）に繋ぐ。第一旋律は明るい2つのフレーズに続いて、突然金管楽器の低音で5連続の16分音符+16分音符+8分音符が続くところが特徴的である。第二旋律（B）は柔らかく且つ誇り高いフレーズであり、次の世界で広く知られる第三旋律（C、中間部）に導く。中間部には歌詞がつけられているが一般にはあまり知られていない。しかしその歌詞は好評で、他の様々な曲の歌詞のモデルとなった。

## その他
- 多くのアメリカの演奏会ではしばしば最後の曲目の直後に続けて自然に演奏され、聴衆はそれに合わせて手拍子を打つ。多くの楽団は、前面にピッコロ奏者を配置して有名なピッコロによる中間部（トリオ）の助奏部分（オブリガート）の旋律を最初のリピート部から演奏するスーザ吹奏楽団形式のアレンジを採用する傾向がある。最後のグランディオーソの部分では金管楽器もピッコロに合流し、そのカウンターメロディ（オブリガート）部分を展開する。日本では佐渡裕が指揮をつとめるシエナ・ウインド・オーケストラがこのスタイルを採用しており、さらに聴衆も自らの楽器で共に演奏することができる。
- アメリカのサーカスや劇場などではこの曲は災害行進曲と呼ばれ、緊急事態を示す伝統的なコードとして使われている。この曲は、劇場職員の事態の把握と聴衆がパニックを起こさないように避難することを助ける。サーカスの楽団は他の状況下では絶対にこの曲を演奏しない。
- ロシアのピアニストであるウラディミール・ホロヴィッツはアメリカで人生の大半を暮らしており、この曲のピアノソロ用の編曲を残した。10本の指で弾くピアノで吹奏楽団の多彩な楽器のフレーズを再現するため低音と高音が入り乱れる重厚な和音とリズムになり、またピッコロによるオブリガート部も取り入れられており難度が高い。彼のコンサートではアンコールに演奏され、CD化もされている。ただしホロヴィッツは他の編曲同様一切楽譜を残さなかったため、他者による録音を基に楽譜に書き起こした版が複数存在する。
- いくつかのオーケストラ用の編曲がなされた。レオポルド・ストコフスキーによるものやキース・ブリオンとロラス・シッセルによるものがあり、ブリオンとシッセルによるものはアメリカの独立記念日にオーケストラによってほぼ必ず演奏される。
- アルゼンチンでは、大衆派ニュース専門局「クロニカTV」が速報を流す際にこの曲の一部を必ず使うため、この曲は同局の扇情的ニュース報道と関連付けられる場合がある。

## 歌詞
Let martial note in triumph float

And liberty extend its mighty hand

A flag appears 'mid thunderous cheers,

The banner of the Western land.

The emblem of the brave and true

Its folds protect no tyrant crew;

The red and white and starry blue

Is freedom's shield and hope.

Other nations may deem their flags the best

And cheer them with fervid elation

But the flag of the North and South and West

Is the flag of flags, the flag of Freedom's nation.

Hurrah for the flag of the free!

May it wave as our standard forever,

The gem of the land and the sea,

The banner of the right.

Let despots remember the day

When our fathers with mighty endeavor

Proclaimed as they marched to the fray

That by their might and by their right

It waves forever.

Let eagle shriek from lofty peak

The never-ending watchword of our land;

Let summer breeze waft through the trees

The echo of the chorus grand.

Sing out for liberty and light,

Sing out for freedom and the right.

Sing out for Union and its might,

O patriotic sons.

Other nations may deem their flags the best

And cheer them with fervid elation,

But the flag of the North and South and West

Is the flag of flags, the flag of Freedom's nation.

Hurrah for the flag of the free.

May it wave as our standard forever

The gem of the land and the sea,

The banner of the right.

Let despots remember the day

When our fathers with mighty endeavor

Proclaimed as they marched to the fray,

That by their might and by their right

It waves forever.

## ゲーム
- コナミから発売されたシューティングゲーム『極上パロディウス ～過去の栄光を求めて～』のステージ2で、この曲をアレンジしたものがBGMとして使用されている。
- Bethesdaから発売されている『Fallout3』の中で、プレイヤーが受信できるラジオのチャンネルの中にある、「エンクレイヴラジオ」内で聴くことができる。
- THQから発売されている『Saints Row: The Third』の中でプレイヤーが受信できるラジオのチャンネルの中にある「102.4 Klassic FM」内で聴くことができる。